# (36499) 2000 QV55
2000 QV55 (asteroide 36499) é um asteroide da cintura principal. Possui uma excentricidade de 0.24398120 e uma inclinação de 2.91488º.
Este asteroide foi descoberto no dia 25 de agosto de 2000 por LINEAR em Socorro.